# Дарахвелидзе, Георгий Викторович
Георгий Викторович (Бухути) Дарахвелидзе (груз. გიორგი (ბუხუტი) ვიქტორის ძე დარახველიძე, 15 августа 1914 года, деревня Лехидристави, Кутаисская губерния — 25 ноября 1982 года) — грузинский советский артист балета и театральный педагог. Заслуженный деятель искусств Грузинской ССР (1957). Народный артист Грузинской ССР (1962).

## Биография
Окончил Грузинский институт физической культуры (1940).
В 1937—1941 годах танцевал в Государственном ансамбле песни и танца Грузии, одновременно — солист Театра оперы и балета им. Закария Палиашвили.
С 1946 года на преподавательской работе, вёл танцевальные группы в Домах культуры Тбилиси; Художественный руководитель хореографического ансамбля Центрального дома культуры Тбилиси (1956—1957); главный хореограф ансамбля песни и танца грузинских профсоюзов (1957—1958); руководитель ансамбля танцоров в Закавказском доме железнодорожников, хореограф Тбилисского государственного театра (1959—1961). В 1961—1965 годах возглавлял ансамбль Тбилисского политехнического института, Тбилисского трамвайно-троллейбусного парка, хореографические коллективы Дома культуры Максима Горького, ансамбли народного танца «Телави» и «Ахмета» (1968—1970). С 1965 по 1969 год арт-директор танцевального ансамбля «Salkhino» в Рустави. В 1970—1975 годах преподавал в Кутаисских культурных и учебных заведениях. Его коллективы всегда пользовались большим успехом на республиканских молодежных и мировых фестивалях. В 1976 году Бухути Дарахвелидзе был назначен главным хореографом ансамбля грузинской народной песни и танца.
В 1957 году был удостоен звания заслуженного деятеля искусств Грузинской ССР, а в 1962 году — звания Народного артиста Грузинской ССР.
Скончался 25 ноября 1982 года. Похоронен в Тбилиси

## Оценки современников
Бухути Дарахвелидзе был строгим и требовательным, но сердце у него было доброе.
— Нана Гонгадзе

## Память

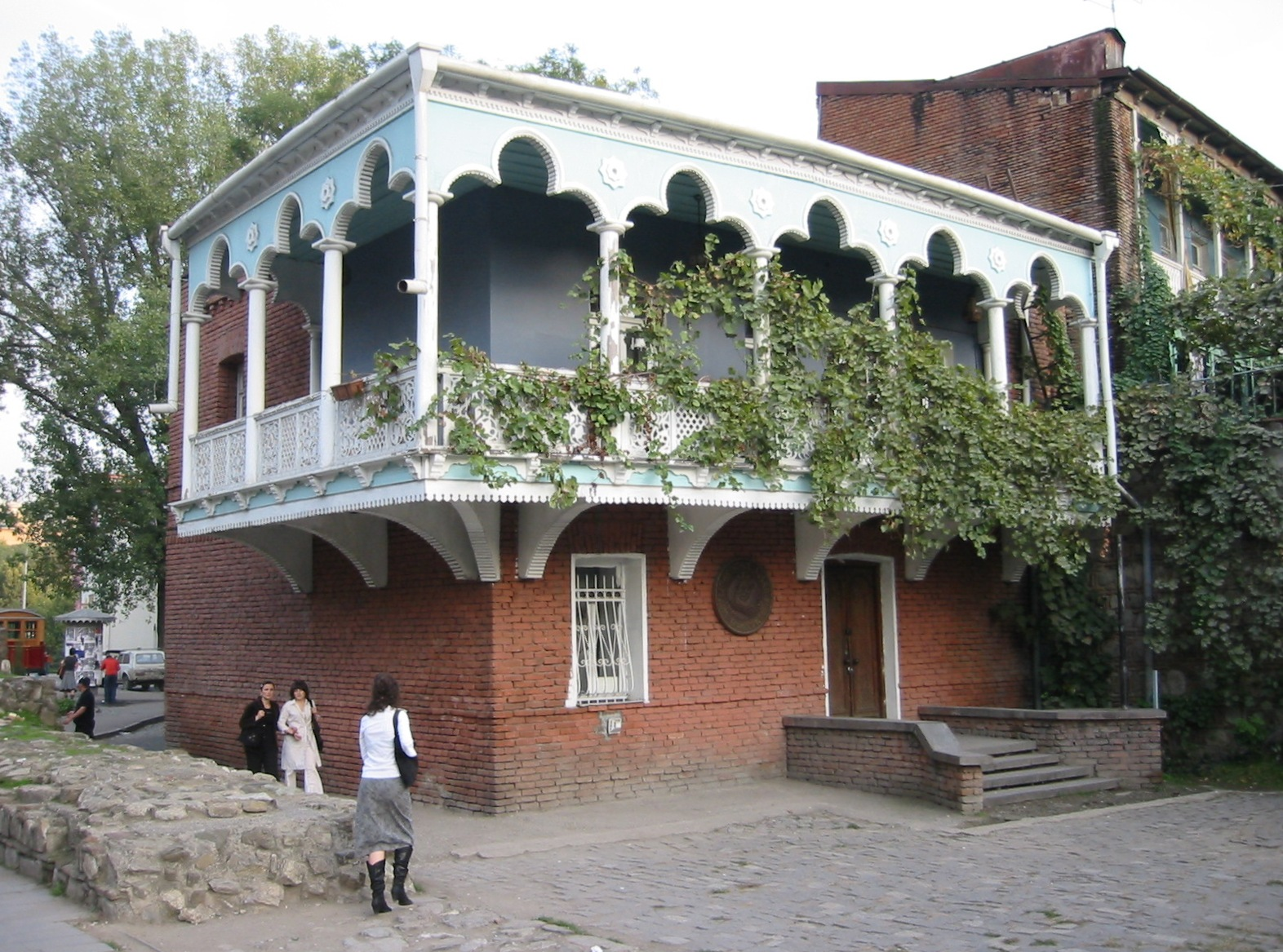
Дом, в котором жил Дарахвелидзе

Мемориальная доска на доме, где жил Г. Дарахвелидзе (Тбилиси, улица Чахрухадзе, 28).